# 世界福音聯盟
世界福音聯盟（英語：World Evangelical Alliance，縮寫為），一個以推動基督教福音為目的的全球性非政府組織。其前身是1846年建立於英國倫敦的福音联盟，2018年總部迁至美国迪爾菲爾德。世界福音聯盟由143个国家分会组成。

## 外部連結
- 官方网站